# Processioni del Giovedì e del Venerdì Santo a Sorrento
Le tre principali processioni del Giovedì e Venerdì Santo che si svolgono a Sorrento sono: la processione della Visita agli Altari della Reposizione organizzata dalla Venerabile Arciconfraternita del Santissimo Rosario, la processione dell'Addolorata o della "Visita ai sepolcri", organizzata dalla Venerabile Arciconfraternita di Santa Monica detta de' Cinturati, e la processione del Cristo Morto, organizzata dalla Venerabile Arciconfraternita della Morte.
Il corteo è aperto da una banda musicale che suona solenni marce funebri, le musiche composte da diversi autori (tra cui Chopin) accompagnano l'incedere lento degli incappucciati. 
Il cuore delle processioni è il coro del Miserere: un gruppo di circa 200 cantori intona in stile gregoriano i versi in latino del salmo 50. Questa tradizione nasce a Sorrento nel 1500, quando fu importata da Roma l'usanza di declamare il Miserere cantandolo, non più recitandolo semplicemente come veniva fatto precedentemente.
La storia delle processioni penitenziali durante la settimana santa a Sorrento probabilmente ha inizio intorno al 1300. Si è a conoscenza di laici che andavano per le strade della cittadina "assaccati" e portando una semplice croce. Un'antichissima confraternita sorrentina era quella dei "Battenti di Sant'Antonino", o Confratrum Frustigantium. La sua erezione data 1378; i confratelli si flagellavano in segno di penitenza. Questa tradizione della flagellazione fu tramandata anche nei secoli successivi, mantenuta soprattutto dall'Arciconfraternita della Morte.

## Processione del Rosario - Visita agli Altari della Reposizione
La processione del Rosario si svolge la sera del Giovedì Santo, aprendo i riti della settimana Santa sorrentina, ed è organizzata dall'Arciconfraternita del Santissimo Rosario. I partecipanti indossano il saio domenicano e il cappuccio bianco in modo da coprire il volto. La processione esce dalla Chiesa dei Santi Felice e Bacolo, sede dell'Arciconfraternita, e percorre le vie del centro di Sorrento e i confratelli fanno visita ai vari Altari della Reposizione allestiti nelle chiese cittadine. In processione vengono portati i simboli del martirio e della passione di Cristo che richiamano ai passi dei Vangeli e una statua che raffigura Gesù che prega nel Getsemani.

## Processione dell'Addolorata
La processione dell'Addolorata, meglio nota come "la processione Bianca", è organizzata dall'Arciconfraternita di Santa Monica di Sorrento, si svolge durante l'oscurità della notte, nelle prime ore del Venerdì Santo con rientro in chiesa ai primi chiarori dell'alba. I partecipanti ed i confratelli vestono un saio bianco stretto in vita da una cintura nera. Il volto dei partecipanti è coperto dal cappuccio, segno del carattere penitenziale della processione. Oltre ai simboli del martirio di Cristo, viene portata dai confratelli la statua della Madonna Addolorata. 

## Processione del Cristo morto
La processione del Cristo morto si svolge la sera, sfilando tra le strade, ed i fedeli portano a spalla la statua del Cristo Morto e deposto. 
Anche in questa processione sono esaltati i "martìri" di Cristo, come i chiodi della croce, la lancia che lo trafisse al costato, i trenta denari che portarono Giuda a tradirlo. Questi simboli vengono esaltati, ancora una volta, dall'eliminazione dell'identità del partecipante, a volto coperto, che indossa un saio nero.

## Origine delle Arciconfraternite Sorrentine

### Venerabile Arciconfraternita della Morte, di San Catello e Congregazione dei Servi di Maria
Tra le Confraternite ancora esistenti in penisola sorrentina sembra essere la più antica. Alcuni ritengono che fu eretta nel 1380 (ma non ci sono documenti che attestino tale ipotesi) con il nome di "Confraternita di San Catello", venne aggregata all'Arciconfraternita di Santa Maria dell'Orazione e Morte di Roma nel 1586; ed in questa occasione affiancò alla sua vecchia denominazione quella della "Morte". Da quella data comincia l'attività propria delle Compagnie della Morte ed Orazione che tanto si sono sviluppate in penisola.
La sua sede cambiò nel corso dei secoli: nel 1568 passò dall'attuale refettorio di S.M. delle Grazie, alla chiesa di S. Marco in via pietà, e nel 1865, proprio la chiesa della Congregazione dei Servi di Maria (eretta nel 1717) divenne la sede della Confraternita di San Catello e della Morte e tre anni dopo, nel 1868 furono incorporati i due pii sodalizi.
Il saio che viene indossato dai confratelli varia, a seconda che essi rappresentino la Congregazione dei Servi di Maria, oppure l'Arciconfraternita della Morte. Nel primo caso esso è bianco, con cordone azzurro. Nel secondo caso invece, il saio è completamente nero, con cordone dello stesso colore.

### Venerabile Arciconfraternita di Santa Monica (dei Cinturati)
Più incerte sono le origini di questa antica Congregazione, visto la carenza di documenti storici andati perduti dopo il sacco di Sorrento per mano dei turchi avvenuto nel 1558. 
Detta anche "dei Cinturati", essa fa parte della corrente delle confraternite agostiniane, la cintura infatti fu donata dalla Madonna della Consolazione a Santa Monica, madre di Sant'Agostino.
È certa la presenza dei padri agostiniani eremitani nel tempio dell'Annunziata che ospita l'Arciconfraternita, già almeno dal 1324.
Nel 1879 l'arcivescovo Ruggiero in seguito ad una sua visita pastorale a Sorrento ipotizzava due date probabili per l'erezione della confraternita: il 1227 e il 1439, quest'ultima però sembra che abbia dei fondamenti storici più saldi. Lo storico B. Capasso menzionò l'esistenza, nel 1453, di una confraternita da lui denominata "di Santa Maria della Misericordia de' Nobili del Sedil Dominova", che aveva sede nell'omonima Cappella, attuale sagrestia della Chiesa dell'Annunziata. I Nobili del Sedil Dominova sono i medesimi della Congrega di Santa Monica.
Nel 1582 il sodalizio dei Cinturati fu "unita ed incorporata" all'"Arciconfraternita madre della Cintura della Beata Vergine Maria Madre di Consolazione, del S. P. Agostino e della S. M. Monica" in Bologna, ricevendone quindi tutte le indulgenze, i privilegi e le prerogative.
Nel 1886 il Papa Leone XIII, tramite un suo decreto, la elevò ad Arciconfraternita, con il diritto -unico in penisola sorrentina- di poter aggregare a sé altre confraternite mariane dell'arcidiocesi sorrentina. I Confratelli indossano il sacco e scapolare bianchi, cinti dalla cintura di color nero, simbolo dell'appartenenza all'Ordine agostiniano dei Cinturati. Questa Arciconfraternita organizza la processione del Venerdì Santo, meglio nota come la processione Bianca, che si snoda per le vie della città nel cuore della notte tra il Giovedì ed il Venerdì Santo, per rientrare nella chiesa della Ss. Annunziata alle prime luci dell'alba. 

### Venerabile Arciconfraternita del SS. Rosario
Questa Congregazione vide la sua luce nella Chiesa di San Vincenzo sotto la guida dei padri domenicani, intorno al 1630. Scopi del sodalizio oltre che il culto del Rosario e la devozione Mariana, erano l'assistenza agli infermi, la sepoltura dei confratelli. L'antichissima chiesa dei Santi Felice e Baccolo, che dal 1651 già ospitava la Congrega delle Anime del Purgatorio, e prima anche dalla confraternita intitolata a Santa Maria Portacoeli e San Bacolo, nell'anno 1834 fu concessa in via definitiva alla più vitale Confraternita del Rosario con l'impegno di sostenerne tutte le spese ed il culto delle spoglie di San Bacolo ivi custodite. Nel 1880 con breve papale viene elevata al rango di Arciconfraternita. Simbolo della confraternita è una corona regale che sovrasta una grande “M” da cui pende una corona del Rosario mentre i confratelli nelle pubbliche funzioni indossano a ricordo degli antichi fondatori, i padri domenicani, una tunica di lana bianco panna con cintura di cuoio da cui pende a sinistra la corona del Rosario, dalle spalle scende una lunga pazienza nera ricoperta da uno scapolare nero con cappuccio foderato bianco con sul petto un medaglione argenteo, raffigurante la Madonna che consegna la corona del Rosario ai Santi Domenico e Caterina. La confraternita organizza la processione del giovedì santo detta “La Visita dei Sepolcri” .

## Le altre confraternite sorrentine

### Confraternita di San Pietro e Santa Eufemia
Nasce come confraternita di Santa Eufemia di cui non se ne conosce la data certa di nascita, ma la sua esistenza viene menzionata in un atto notarile del 12/04/1562 in cui l'ente dava in concessione d'uso terreni, fabbricato e l'annessa chiesa che oggi sono conosciuti come Casa di riposo e Cappella di Sant'Antonio. Nel 1615 prende il nome di confraternita di San Pietro Apostolo, forse per la fusione con altro ente religioso; questo nuovo stato potrebbe essere messo in relazione con la contemporanea estinzione dell'Abbazia di San Pietro a Crapolla. Oggi la sede della confraternita è presso la parrocchia di Santa Lucia a Fuorimura, tra gli scopi della congrega vi è un annuale pellegrinaggio via mare a Crapolla presso l'antica origine dell'abbazia e l'organizzazione di una Via Crucis, i cui partecipanti in personificano le scene delle 14 stazioni e la sepoltura. Simbolo della congrega è composto da: una chiave ed una piuma incrociate su di una fiamma mentre i confratelli indossano una tunica bianca cinta da un cordone porpora e uno scapolare anch'esso porpora

### Confraternita di San Giovanni in Fontibus
Probabilmente eretta agli inizi del 1600. È menzionata in una lettera di protesta del 1609, in cui la Confraternita di San Catello protesta sul modo di associare i cadaveri da parte della Congregazione di S. Giovanni. In origine essa accoglieva esclusivamente i pescatori delle due marine di Sorrento. Attualmente, è formata unicamente da pescatori della Marina Grande.

### Confraternita di Santa Maria di Casarlano
Anche la confraternita di S.Maria di Casarlano, così come per la gran parte delle confraternite della diocesi, mancano documenti circa l'anno di fondazione. La prima notizia certa della confraternita data al 1625. Essa viene menzionata tra gli indirizzari dell'editto vescovile del 7 maggio di quell'anno, a firma dell'Arcivescovo Giovanni Antonio Angrisani, nel quale si ordinava ai Governanti, Maestri ed Economi delle Confraternite, Monti e opere pie della città, di esibire entro quindici giorni, sotto pena di scomunica e venti ducati di ammenda, i conti delle loro gestione amministrativa.

### Confraternita di Santa Maria del Carmine al Capo
Fu fondata nel 1630, con sede nella cappella di Santa Maria di Costantinopoli al capo di Sorrento. Nel 1989 chiese ed ottenne l'aggregazione all'Arciconfraternita di Santa Monica in Sorrento.

### Confraternita della SS. Immacolata di Priora
Ha sede nella cappella di Sant'Atanasio, la quale già nel 1605 era Parrocchia. L'erezione di questo sodalizio però è molto posteriore, tra il 1721 e il 1776.

### Confraternita dei Battenti di Sant'Antonino (estinta)
Questa antica Compagnia merita sicuramente un cenno, anche se ad oggi è estinta, ma non ufficialmente soppressa. È la più antica di Sorrento, infatti fu fondata nel 1378, ed eretta nella Basilica del Patrono Sant'Antonino. Si distingueva per la pratica della flagellazione, che poi si estese alle altre Confraternite sorrentine. Dal 1608 al 1808 fu sotto la guida dei padri Teatini. Le sue vesti erano bianche, con lo scapolare azzurro; tuttora alcune vesti, e gli stemmi e simboli confraternali sono custoditi nella Basilica.